# Тачно у подне (филм из 2009)
Тачно у подне (енгл. High Noon), познат и као Тачно у подне Норе Робертс, телевизијски је филм из 2009. године, редитеља Питера Маркла, у којем глуме Емили де Равин и Иван Сергеј. Филм је заснован на истоименом роману Норе Робертс из 2007. и део је колекције филмова Норе Робертс из 2009. која такође укључује Поларна светлост, Ноћ над мочваром и Тајна њене баке. Премијерно је приказан 4. априла 2009. на Лајфтајму.

## Радња
Поручница полиције Фиби Макнамара је један од најбољих преговарача у случају отмице, одгаја ћерку Карли, суочавајући се са све већим рачунима и брине о својој агорафобичној мајци Еси. На задатку на којем преговара са самоубицом који жели да скочи са зграде упознаје његовог бившег шефа Данкана Свифта. Премишља се око тога да се упусти са њим у везу јер као самохрана мајка која ради захтеван посао ионако има превише обавеза, али на крају ипак допушта себи да се заљуби у њега. Након што ју је непознати нападач брутално напао и ставио јој лисице на степеништу у њеној станици, Фиби добија низ мистериозних и претећих порука. Убрзо сазнаје да је мета психопатског убице, бившег специјалца који жели да је уништи након смрти веренице јер верује да је Фиби одговорна за њену смрт јер је била преговарач.

## Улоге
| Глумац           | Улога           |
| ---------------- | --------------- |
| Емили де Равин   | Фиби Макнамара  |
| Иван Сергеј      | Данкан Свифт    |
| Брајан Маркинсон | Давид Макви     |
| Тај Олсон        | Денис Вокен     |
| Сибил Шеперд     | Еш Макнамара    |
| Оливија Ченг     | Лиз Алберта     |
| Патрик Сабонги   | Арни Микс       |
| Савана Карлсон   | Карли Макнамара |